# فولکترونیکا
فولکترونیکا یا الکتروفولک (به انگلیسی: Folktronica or Electrofolk) یک سبک موسیقی است که شامل عناصر متنوعی از موسیقی بومی و الکترونیکا، غالباً صدابرداری از سازهای آکوستیک—به‌ویژه سازهای زهی—و ترکیب کردن ریتم‌های هیپ‌هاپ و رقص می‌شود. به‌طور معمول در فرایند ضبط آثار این سبک از رایانه استفاده می‌شود.

## تاریخچه
فولکترونیکا توسط یک نویسنده موسیقی با نام جیم بایرز، در طی گسترش یافتن منتشرکنندگانی چون توئیستد نرو رکوردز از شهر منچستر، که معرفی و ظهور هنرمندی به نام بدلی دراون بوی را در پرونده خود داشته ولی بر پایه سبک الکترونیکا بنیانگذاری شده‌است، و در سایت BurnitBlue.com که اکنون غیرفعال است، ابداع شد. این اصطلاح بعدها و در سال ۲۰۰۱ برای توصیف آثار کیه‌ران هبدن و پروژه او با نام فور تت به کار برده شد. در سال ۲۰۰۱، هنرمند پست مدرن پاپ، مومس آلبومی با عنوان فولکترونیک با اندیشهٔ کاوش کردن و هجو کردن منتشر کرد. یک ژانر مشابه «لپ‌تاپ فولک» هست که کمی بیشتر اشاره به فولک الکترونیک مینیمالیستی دارد. این ژانر سوابقی در کارهای الکترو-آکوستیک آهنگسازان اکسپریمنتال مثل پاول لَنسکی (مخصوصا آلبوم Folk Images) و آلن ساندهایم دارد. از بزرگترین هنرمندان این سبک در آمریکای لاتین، جوانا مولینا را می‌توان نام برد. از آلبومهای برجسته این سبک می‌توان به آلبومهای «وقفه» از فور تت (۲۰۰۱)، «دخترِ مادر و سایر ترانه‌ها» از تانچ (۲۰۰۵)، «شیر مهربانی انسان» از کَریبو (۲۰۰۵)، «هفتمین درخت» (۲۰۰۸) و «قصه‌های ما» (۲۰۱۳) از گُلدفرپ، «رباتهای معمولی» از دیمن آلبارن (۲۰۱۴) و «فولکترونیکا» از کوربیتس (۲۰۱۳) اشاره کرد.